# Leticia Perdigón
Leticia Perdigón  (Mexikóváros, Mexikó, 1956. augusztus 7. –) mexikói színésznő.

## Élete és pályafutása
1956. augusztus 7-én született Mexikóvárosban. 
Karrierjét 1973-ban kezdte. 1984-ben Reyna szerepét játszotta az Amalia Batistában. 2004-ben Mayra Fernández szerepét játszotta a Rebelde című sorozatban. 2012-ben a Por ella soy Eva című sorozatban Silvia szerepét játszotta. 2013-ban megkapta Matilde Aresti szerepét a Mentir para vivirben.

## Telenovellák
- Papás por conveniencia (2024) ....Bertha
- Marea de pasiones (2024) .... Amanda
- A múlt börtönében (2021) .... Sonia (Magyar hangja: Kovács Nóra)
- Por amar sin ley (2018) .... Susana de López
- Papá a toda madre (2017) .... Catalina Sánchez
- Ana három arca (2016) .... Chana (Magyar hang: Nyírő Beáta)
- Corazón que miente (2016) .... Olivia
- Simplemente María (2015)
- Hasta el fin del mundo (2015) .... Guadalupe 'Lupita' Sánchez de Cruz # 2
- A Macska (La gata) (2014) .... Leticia "La Jarocha" (Magyar hang: Makay Andrea)
- Qué pobres tan ricos (2013) .... Refugio "Cuca" Mendoza
- Mentir para vivir (2013) .... Matilde Aresti de Camargo
- Por ella soy Eva (2012) .... Silvia Romero Ruiz
- Como dice el dicho (2011–2015) .... Lidia / Soraya / Amalia
- A végzet hatalma (La fuerza del destino) (2011) .... Arcelia "Celia" Galván (Magyar hang: Kocsis Judit)
- Mujeres asesinas (2010) .... Margarita "Maggie" Olvera
- Hasta que el dinero nos separe (2009–2010) .... Leonor Núñez de Medina
- Hermanos y detectives (2009) .... Mamá de Sebastián
- Adictos (2009) .... Teté
- La Rosa de Guadalupe (2008–2010) .... Martha /Soledad
- Pokolba a szépfiúkkal! (Al diablo con los guapos) (2007–2008) .... Socorro Luna/Amparo Rodríguez (Magyar hang: Sági Tímea)
- Código postal (2006–2007) .... Esperanza Gutiérrez
- Rebelde (2004–2006) .... Mayra Fernández
- Cancionera (2004) .... Ismeretlen szerep
- Así son ellas (2002) .... Margarita Saavedra Corcuera
- Salomé (2001).... Lola (Magyar hang: Madarász Éva)
- Első szerelem (Primer amor... a mil por hora) (2000–2001) .... Catalina Guerra de Luna (Magyar hang: Kocsis Mariann)
- Esperanza (Nunca tu olvidaré) (1999) .... Gudelia (Magyar hang: Koroknay Simon Eszter)
- Desencuentro (1997) .... Chaquira
- Acapulco, cuerpo y alma (1995) .... Rita
- María José (1995) .... Esther
- Mujer, casos de la vida real (1994–2003) .... Ismeretlen szerep
- Clarisa (1993) .... Aurelia
- Carrusel de las Américas (1992) .... Ismeretlen szerep
- Balada por un amor (1990) .... Lucía Allende
- El cristal empañado (1989) .... Mercedes
- Las solteras del dos (1987) .... Ismeretlen szerep
- Cosas de casados (1984) .... Ismeretlen szerep
- Amalia Batista (1983) .... Reyna
- Profesión: Señora (1983) .... Ismeretlen szerep
- Amalia Batista (1983) .... Reyna
- Vivir enamorada (1982) .... María
- El hogar que yo robé (1981)
- Al rojo vivo (1980) .... Emilia
- Cumbres borrascosas (1979) .... Estrella
- Los ricos también lloran (1979) .... Lili
- Viviana (1978) .... Azafata
- Gotita de gente (1978) .... Sofía
- Mundos opuestos (1976) .... Beba
- Mundo de juguete (1974) .... Irma
- Mi rival (1973)